# Omine furadu
Omine furadu è un album di Benito Urgu pubblicato in formato musicassetta da Bu Record con numero di catalogo Bu 025.

## L'album
Nel 2003 l'album è stato ristampato in CD da Frorias Edizioni con il titolo Pontemannu. La nuova edizione contiene, oltre ai brani pubblicati precedentemente nella musicassetta l'inedito Pontemannu e la versione integrale di S'Ave Maria (Sas campanas dae su manzanu).

## Tracce

### Omine furadu
1. Omine furadu  3'42" (Urgu - Fois)
2. Bighinu meu cantante  2'16" (Urgu - Fois)
3. Deo soe meu  2'35" (Urgu - Fois)
4. Fele (A.I.D.S.)  3'43" (Urgu - F.Salis - Fois)
5. Giara  3'43" (Urgu - Fois)
6. Sas campanas dae su manzanu  3'30" (Urgu - T.Salis)
7. Pesadebonde andamoso  2'20" (Urgu - F.Salis)
8. Semenamoso  2'30" (Urgu - F.Salis)
9. Su ringratziamentu  3'40" (Urgu - T.Salis)
10. Su eranu  3'45" (Urgu - T.Salis)

### Pontemannu
1. Pontemannu  3'33" (Urgu - Fois)
2. Omine furadu  3'42" (Urgu - Fois)
3. Deo soe meu  2'35" (Urgu - Fois)
4. Bighinu meu cantante  2'16" (Urgu - Fois)
5. Giara  3'43" (Urgu - Fois)
6. Fele (A.I.D.S.)  3'43" (Urgu - F.Salis - Fois)
7. S'Ave Maria (Sas campanas dae su manzanu)  3'30" (Urgu - T.Salis)
8. Pesadebonde, andamos  2'20" (Urgu - F.Salis)
9. Semenamos  2'30" (Urgu - F.Salis)
10. Su ringratziamentu  3'40" (Urgu - T.Salis)
11. Su eranu  3'45" (Urgu - T.Salis)

Durata complessiva: 38':41"